# Клесе (Де Севр)
Клесе (фр. Clessé) насеље је и општина у западној Француској у региону Поату-Шарант, у департману Де Севр која припада префектури Партне.
По подацима из 2011. године у општини је живело 940 становника, а густина насељености је износила 32,32 становника/km². Општина се простире на површини од 29,08 km². Налази се на средњој надморској висини од 181 метар (максималној 236 m, а минималној 138 m).

## Демографија
| 1962. | 1968. | 1975. | 1982. | 1990. | 1999. | 2011. |
| ----- | ----- | ----- | ----- | ----- | ----- | ----- |
| 1.158 | 1.173 | 1.103 | 991   | 924   | 891   | 940   |

График промене броја становника у току последњих година